# El muñeco (álbum)
El Muñeco es el séptimo álbum de estudio de Tito El Bambino, lanzado por su sello On Fire Music el 18 de diciembre de 2020. La producción compuesta por 10 canciones, comienza con la canción "I Love You" en colaboración con Jay Wheeler, que muestra una parte del éxito de Más Flow de Héctor y Tito "Baila Morena".
Cuenta con las colaboraciones de los artistas cubanoamericanos Mariah Angeliq e IAmChino y los artistas dominicanos Kiko El Crazy y Chael Produciendo, Farruko, Akon, Wisin, Justin Quiles, Cosculluela, Zion & Lennox, Lenny Tavárez y Chencho Corleone. Este álbum estuvo producido por Jhon Paul "El Increíble", Luny, Urba y Rome, IAmChino, Jimmy Joker, Jacob Reynoso, Mario VI, Chael Produciendo, Douglas D'Lima y Robert Green.

## Lista de canciones
1. I Love You (con Jay Wheeler)
2. Se Va (con Farruko)
3. Tímida (con Chencho Corleone)
4. Baila Morena (con Justin Quilles)
5. Sexy Sensual (con Cosculluela)
6. Ok (con Akon & Mariah y IAmChino)
7. Por Ti (con Lenny Tavarez)
8. Soltero (con Kiko El Crazy & Chael Produciendo)
9. Sé Que Te Perdí (con Zion & Lennox)
10. ¿Por Qué Me Buscas?